# Atom (уређивач текста)
Атом је слободан и софтвер отвореног изворног кода који служи за уређивање текста и изворног кода и ради на Линукс, Windows и macOS оперативним системима. Подржава прикључке написане у Node.js и има уграђену Гит контолу верзије. Атом је апликација за десктоп рачунаре програмирана користећи веб технологије. Већина надоградњи имају лиценцу за слободни софтвер и направљене су и одржаване од стране заједнице. Атом је заснован на Електрону (раније познат као Atom shell), програмском оквиру који омогућава функционисање на разним платформама користећи Кромијум (веб-прегледач) и Node.js. Написан је у Кофискрипту и Less -у.

## Језици које подржава
Коришћењем подразумеваних прикључака, следећи језици су подржани од верзије 1.5.1: HTML, CSS, Less, Sass, Маркдаун, C, C++, Гоу, Јава, Objective-C, Јаваскрипт, , Кофискрипт, Пајтон, PHP, Руби, Ruby on Rails, Шелскрипт, Clojure, Перл, Гит, Мејк, Проперти лист, XML, YAML, Mustache и SQL.

## Лиценца
Првобитно, пакети прикључака и сви делови који од настанка Атома нису били део његовог језгра били су објављени под лиценцом слободног софтвера. 6. маја 2014. остали делови Атома, укључујући његово језгро, управљача пакетима као и оквир за рад Електрон, били су објављени као слободан софтвер под МИТ лиценцом.

## Проблеми са приватношћу
Потенцијални проблеми који се тичу приватности постоје у два пакета који комуницирају са сервером како би пријавили одређене податке.
 је пакет који пријављује податке о коришћењу Гугл аналитика. Према речима аутора подаци се шаљу како би се утврдиле најчешће коришћене функције и ефикасност самог програма. Овај пакет се може искључити од стране корисника тако што се отвори Settings View и нађе се metrics пакет.
 је пакет који пријављује изузетке на страницу bugsnag.com. Пакет се може искључити али за разлику од metrics пакета, не помиње се кориснику после инсталације. Још један проблем представља непотпуност у опису тачне врсте послатих података.